# Amadina degollada
L'amadina degollada o teixidor degollat (Amadina fasciata) és un moixó molt comú a la seva àrea d'origen, a l'Àfrica subsahariana.
Té un plomatge de color sorra clar, amb petites taques negres per sobre i més clares per sota. Cua marró molt fosc. La barbeta i les galtes són clares. Potes de color rosa. El mascle adult té una banda de color vermell brillant a través de la gola, mentre que la dels joves mascles és més apagada.
Viu en zones de sabana espinosa i boscos de mopane de l'Àfrica subsahariana. S'ha introduït a Portugal.